# Grüne Schänke
Die Grüne Schänke war eine inzwischen abgerissene Gaststätte im Leipziger Ortsteil Anger-Crottendorf im Stadtbezirk Ost.

## Lage
Die Grüne Schänke befand sich an der Nordseite der Breiten Straße zwischen den Abzweigungen der Wurzner Straße und der Bernhardstraße. Damit gehörte sie zum Bereich des ehemaligen Dorfes Anger.

## Geschichte

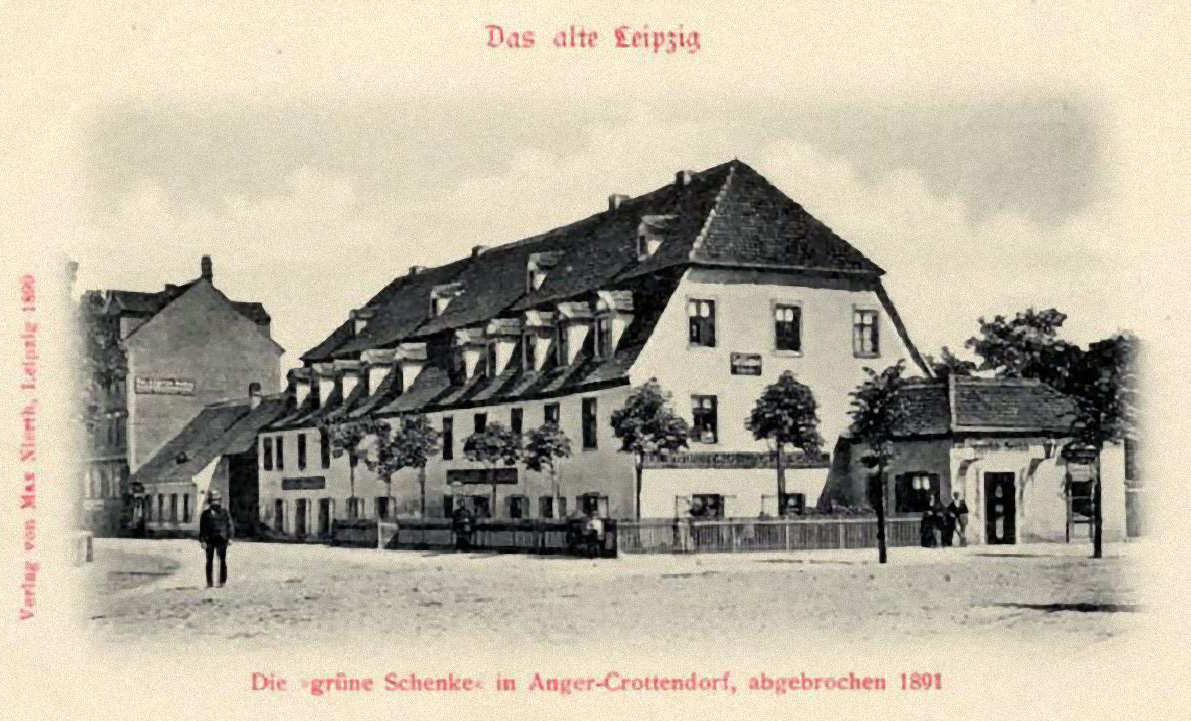
Der alte Bau der Grünen Schänke

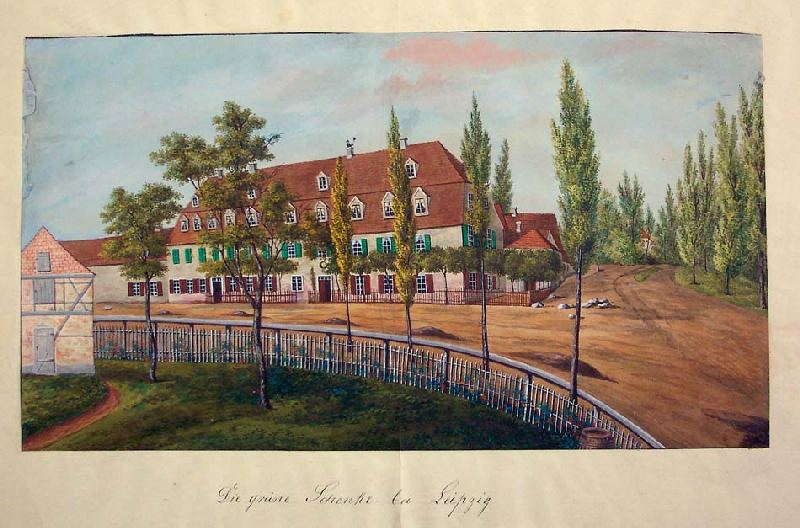
Die Grüne Schänke auf einem Aquarell von 1880, rechts beginnt die Grüne Gasse

Bereits für das Jahr 1699 wird erwähnt, dass Leipziger Bürger in der Grünen Schenke (hier noch mit „e“) Hochzeit feiern.
Anlässlich eines Verkaufs der Grünen Schenke 1821 wird der Umfang des Anwesens beschrieben: Zu dem Gut mit 19¼ Ackern Land, Ställen und Scheunen sowie zwei verpachteten Kohlgärten (Anger war eines der sogenannten Kohlgartendörfer) gehörten der Kaffee-, Bier- und Weinausschank mit großer Gesellschafts- und Billardstube, ein großer Ball-, Tanz- und Konzertsaal, ein Speisesaal und mehrere Gesellschaftsräume, ein einspalierter Sommergesellschaftsplatz mit 18 Linden und ein großer Gesellschafts- und Lustgarten.
1825 bewarb sich der Wirt der Grünen Schenke um die Konzession der Gastgerechtigkeit, das heißt die Beherbergung von Gästen mit zugehöriger Pferdeausspanne. 1830 wurde in der Grünen Schenke der erste landsmannschaftliche studentische Kommers abgehalten und 1882 der Turnverein für Anger und Crottendorf gegründet. Ab 1860 hatte eine aus Leipzig kommende Pferdeomnibuslinie ihre Endstelle an der Grünen Schenke in Anger.
1891 wurden die dörflichen Gebäude der Grünen Schenke abgebrochen, um an der Breiten Straße mehrstöckige Wohnhäuser zu errichten. Dahinter entstand 1892 ein Saalneubau mit einem großen Saal für 950 Personen und einem kleinen Saal. Nun hieß das Unternehmen „Mehnerts Conzert- und Ballsäle“, im Volksmund aber weiterhin und auch bald offiziell wieder Grüne Schenke. Die neue Grüne Schenke war bekannt für ihre üppige Ausstattung mit Ornamenten, Säulen und Galerien, hauptsächlich im Stil des Neobarock bis Neorokoko.
Bis in die 1960er Jahre wurde der Ballsaal zu Tanzveranstaltungen genutzt. Besonders beliebt war dabei der (wohl immer dienstags stattfindende) Wechselball, bei dem jeweils Herren- und Damenwahl abwechselten.
Danach diente der Bau bis 1990 nur noch als Lagerhaus. In den darauf folgenden Jahren des Leerstands im Besitz der Leipziger Wohnungs- und Baugesellschaft verkam das Gebäude so stark, dass letztlich nur der Abriss blieb. Ende Februar/Anfang März 2007 wurde die Ruine der Grünen Schänke (nun mit „ä“) endgültig abgerissen.
An die Grüne Schänke erinnert jetzt in gewisser Weise nur noch die Grüne Gasse, die früher direkt an der Grünen Schänke begann, jetzt aber erst im Abstand von etwa 150 Meter von der Bernhardstraße abzweigt.